# Ayumi Watase
Ayumi Watase (jap. 渡瀬 あゆみ, Watase Ayumi; * 18. Juli 1984 in Sapporo) ist eine ehemalige japanische Skispringerin.

## Werdegang
Watase gab ihr internationales Debüt am 13. August 2003 bei einem FIS-Springen in Bischofshofen. Ihr erstes Springen im Continental Cup bestritt sie am 8. Februar 2005 in Schönwald, bei dem sie als Zwölfte direkt ihre ersten Punkte holte. Ungefähr ein Jahr später, am 9. Februar 2006, erreichte sie als Neunte in Baiersbronn ihre erste Top-Ten-Platzierung im COC. Ein halbes Jahr später erzielte sie am 12. August 2006 ihre erste Podestplatzierung im COC. Beim Springen in Meinerzhagen wurde sie Dritte hinter Anette Sagen und Juliane Seyfarth. In der COC-Saison 2006/07 erreichte sie mit 389 Punkten den elften Rang in der Gesamtwertung und damit die beste COC-Gesamtplatzierung ihrer Karriere.
Bei den ersten Nordischen Skiweltmeisterschaften im Februar 2009 für die Frauen in Liberec belegte sie den zehnten Platz. Im August 2009 erzielte sie mit den Plätzen zwei in Bischofsgrün, drei in Pöhla und erneute Platz zwei in Oberwiesenthal weitere Podiumsplatzierung im Continental Cup. Die beiden zweiten Plätze waren zugleich ihre besten Einzelergebnisse im COC.
Bei den Nordischen Skiweltmeisterschaften 2011 im norwegischen Oslo belegte Watase den siebten Rang und erzielte damit ihr bestes Ergebnis bei einer WM. Ab der Saison 2011/12 sprang sie im neu eingeführten Damen-Weltcup. Ihr Debüt gab sie im Rahmen des Premieren-Wettbewerbs am 3. Dezember 2011 in Lillehammer. Bei diesem Wettbewerb belegte sie als Neunte direkt eine Top-Ten-Platzierung. Im weiteren Saisonverlauf kam sie nicht mehr an diese Platzierung heran und sie beendete die Saison mit 145 Punkten als 18. im Gesamtweltcup. Dies war ihre beste Karriereplatzierung.
Im Sommer 2012 gab sie ihr Debüt im ebenfalls neu gegründeten Sommer-Grand-Prix der Damen. Beim ersten Springen in Courchevel am 15. August 2012 belegte sie den 21. Platz und holte damit ihre ersten Grand-Prix-Punkte. Bei den beiden Springen in Almaty am 22. und 23. September 2012 erreichte sie als Fünfte und Vierte ihre ersten Top-Ten-Platzierungen. Sie beendete den Grand Prix 2012 mit 116 Punkten als Achte der Gesamtwertung. Dies sollte die beste Grand-Prix-Gesamtplatzierung ihrer Karriere bleiben.
Watase sprang bis zur Saison 2014/15 weiterhin im Weltcup und im Grand Prix. Sie sprang dabei regelmäßig in die Punkteränge, konnte aber nicht mehr die Leistungen aus den Premieren-Austragungen erreichen. Sie erzielte in den Einzelspringen keine Top-Ten-Platzierung mehr. Zudem nahm sie nach der WM 2011 an keiner Großveranstaltung mehr teil. Von 2015 bis 2017 nahm nicht mehr an Springen außerhalb von Japan teil. Sie startete nur noch bei FIS-Springen in Sapporo. 2017 beendete sie schließlich ihre Karriere.

## Privates
Ihr Bruder Yūta Watase ist ebenfalls ein ehemaliger Skispringer. Auch ihr Vater Yatarō Watase ist ehemaliger Skispringer und war bis zur Saison 2013/14 der Trainer der japanischen Damenmannschaft im Skispringen.

## Statistik

### Weltcup-Platzierungen
| Saison  | Platz | Punkte |
| ------- | ----- | ------ |
| 2011/12 | 18.   | 145    |
| 2012/13 | 40.   | 030    |
| 2013/14 | 35.   | 092    |
| 2014/15 | 48.   | 001    |

### Grand-Prix-Platzierungen
| Saison | Platz | Punkte |
| ------ | ----- | ------ |
| 2012   | 08.   | 116    |
| 2013   | 40.   | 016    |
| 2014   | 17.   | 026    |

### Continental-Cup-Platzierungen
| Saison  | Platz | Punkte |
| ------- | ----- | ------ |
| 2004/05 | 23.   | 086    |
| 2005/06 | 18.   | 232    |
| 2006/07 | 11.   | 389    |
| 2007/08 | 28.   | 105    |
| 2008/09 | 28.   | 118    |
| 2009/10 | 17.   | 276    |
| 2010/11 | 22.   | 212    |
| 2011/12 | 28.   | 058    |